# 파리 음악원 관현악단
파리 음악원 관현악단(Orchestre de la Société des Concerts du Conservatoire, -音樂院管絃樂團)은 1828년 프랑스 파리 (프랑스)에 창립된 관현악단이다. 프랑스에서 가장 오래된 오케스트라이다. 정식 호칭은 파리 음악원 연주협회 관현악단으로 파리 음악원의 교수와 졸업생으로 조직되어 있었으나 1967년에 해산되었다. 명쾌 투명하고 감각적인 연주를 특색으로 하며 상임지휘자는 1947년부터 앙드레 클뤼탱스였으나 그는 1967년에 별세하였다.

## 같이 보기
- 파리 관현악단